# Fylkesväg 616
Fylkesväg 616 (norska: Fylkesvei 616) är en primär fylkesväg i Kinns kommun iVestland fylke i Norge. Den består av en huvudsträcka mellan Isane och Kalvåg på 67,1 kilometer samt förgreningar mot Sørdalsvatnet (11,8 kilometer) respektive Måløy (0,6 kilometer exklusive färja). Vägen är totalt 79,6 kilometer lång och asfalterad. Den passerar bland annat byarna Davik, Bremanger och Smørhamn.
Vägen ansluter till:
- Fylkesväg 614 (vid Isane)
- Fylkesväg 614 (vid Sørdalsvatnet)
- Riksväg 15 (vid Måløy)
- Fylkesväg 617 (vid Måløy)